# Землетрясение на Лусоне (2010)
Землетрясение магнитудой 4,8 произошло 13 декабря 2010 года в 00:24:43 (UTC) на филиппинском острове Лусон, в 3,9 км к юго-востоку от посёлка Кесон. Гипоцентр землетрясения располагался на глубине 54,9 километров. 
Землетрясение ощущалось в населённых пунктах Байомбонг и Солано. В результате землетрясения сообщений о жертвах и разрушениях не поступало. Экономический ущерб составил менее 0,085 млн долларов США.

## Тектонические условия региона
В сложной тектонике, окружающей Филиппинские острова, преобладают взаимодействия Тихоокеанской, Зондской и Евразийской плит с Филиппинской морской плитой (PSP). Последняя плита является уникальной, поскольку она почти везде окружена зонами схождения плит.
На востоке и юго-востоке Тихоокеанская плита субдуцирует под Филиппинскую плиту, зона субдукции находится в желобах Идзу—Бонин, Марианском и жёлобе Яп. Здесь зона субдукции демонстрирует высокие скорости сейсмической активности на глубинах более 600 км, хотя сильных землетрясений (магнитудой > 8,0) не наблюдалось, вероятно, из-за слабой связи вдоль границы раздела плит.
На северо-востоке в желобах Нанкай и Рюкю под Филиппинскую плиту субдуцирует Япония и восточная окраина Евразийской плиты. Эта зона взаимодействия плит простирается на запад до Тайваня. В Нанкайской части этой зоны субдукции произошло несколько крупных землетрясений на окраине Филиппинской плиты, в том числе два землетрясения в 1944 и 1946 годах.
Вдоль западной границы взаимодействия Филиппинской и Зондской плит возникает широкая и активная тектоническая система, простирающаяся по обе стороны цепи Филиппинских островов. Регион характеризуется противоположными по направлению зонами субдукции на восточной и западной сторонах островов, а архипелаг прорезан крупной структурой трансформации: Филиппинским жёлобом. Субдукция плит Филиппинского моря происходит на восточной окраине островов вдоль Филиппинского жёлоба и его северного продолжения — Восточно-Лусонского Прогиба. На западной стороне Лусона Зондская плита уходит на восток вдоль ряда желобов, включая Манильскую впадину на севере, меньшую впадину Негрос в центральной части Филиппин и желоба Сулу и Котабато на юге.
Сейсмическая активность в XX и начале XXI века вдоль границ Филиппинской морской плиты привела к семи сильным (магнитудой > 8,0) землетрясениям и 250 крупным (магнитудой > 7) событиям. Среди наиболее разрушительных событий произошли: землетрясения в Канто в 1923 году, в Фукуи в 1948 году и в Кобе в 1995 году в Японии; землетрясения в Тайване в 1935 и 1999 годах; Землетрясение в заливе Моро (1976) магнитудой 7,6 и Землетрясение на Лусоне (1990) магнитудой 7,6.